# Kosmas von Ätolien

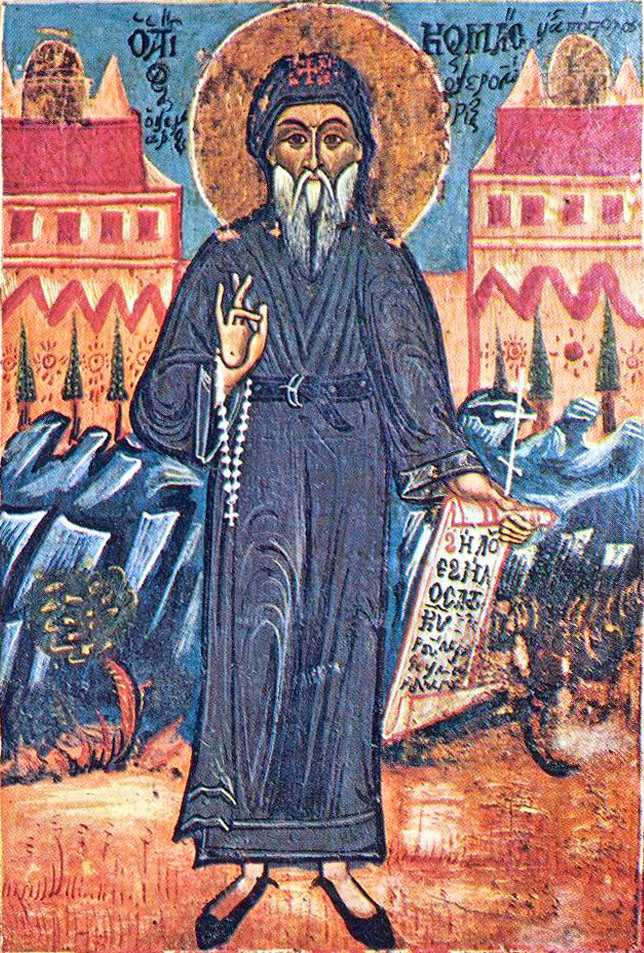
Ikone des Hl. Kosmas von Aitolien

Der heilige Kosmas von Aitolien (* 1714 in Mega Dendron, Aitolien; † 24. August 1779 in Berat) war ein griechisch-orthodoxer Mönch vom Berg Athos. Er gilt in der orthodoxen Kirche als Apostelgleicher.

## Leben
Kosmas studierte zunächst Griechisch und Theologie. Nach einem Besuch auf dem Berg Athos wurde er Mönch und besuchte die dortige Theologenschule. Danach reiste er durch das nördliche und westliche Griechenland, um orthodoxe Christen davon zu überzeugen, Schulen zu gründen. Innerhalb von sechzehn Jahren erreichte er mehr als 100 Schulgründungen. Jedoch lehnte er den Gebrauch des Albanischen ab, da nach seiner Überzeugung Griechisch „die Sprache der Kirche“ sei.
Nach der Griechischen Revolution von 1770, die von Russland unterstützt wurde, verdächtigten die Osmanen ihn, ein russischer Spion zu sein. Aus diesem Grunde wurde er verhaftet und am 24. August 1779 in Berat hingerichtet.
Am 20. April 1961 wurde Kosmas von Aitolien durch Athenagoras, den Patriarchen von Konstantinopel, heiliggesprochen. Der Gedenktag des Apostelgleichen Kosmas Aitolos wird von der Orthodoxen Kirche am 24. August, dem Tag seines Martyriums, begangen.